# Вести.ру
«Вести.ру» (vesti.ru) — сайт телевизионной программы «Вести» и радиостанции «Вести FM», начавший работу в 2001 году, первоначально на доменном имени vesti-rtr.ru и в 2004 году переехавший на адрес vesti.ru. 10 февраля 2004 это СМИ получило государственную регистрацию под названием «„Вести“ интернет-газета» («VESTI.RU»). В 2007 году сайт был награждён премией Рунета в номинации «Государство и общество».
До 2004 года, когда доменное имя vesti.ru было приобретено телекомпанией ВГТРК, на нём последовательно располагались два других интернет-СМИ.

## История
Домен vesti.ru был зарегистрирован 4 августа 1999 года на имя известного российского политолога Глеба Павловского, который совместно с известным интернет-деятелем Антоном Носиком в это время создал одноимённую интернет-газету. До этого Носик сотрудничал с израильской русскоязычной газетой «Вести».

### «Вести» Антона Носика
«Вести.ру» начали работу в сентябре 1999 года параллельно с изданием «Лента.ру». Они были созданы на базе издания «Газета.ру», выходившего с февраля этого же года под патронатом возглавляемого Павловским Фонда эффективной политики (ФЭПа). В конце лета 1999 года бренд и домен Gazeta.ru были проданы компании ЮКОС, которая организовала на их базе новое издание. Архив первой «Газеты.ру» доступен по адресу http://gazeta.lenta.ru/. Дизайн первой «Газеты.ру», «Ленты.ру» и первых «Вестей.ру» создал Артемий Лебедев.
Коллектив бывшей «Газеты.ру» был дополнен, на «Ленте.ру» стали публиковаться только новости, а на «Вестях.ру» — только аналитика. Оба издания возглавил Антон Носик. В этом виде «Вести» выходили до октября 2000 года. Среди регулярных авторов — Антон Носик, Алексей Андреев, Максим Кононенко («Мистер Паркер»), Владимир Тучков, Светлана Мартынчик («Макс Фрай») и другие.
Архив первой версии доступен по адресу http://vesti.lenta.ru/. Впоследствии Антон Носик и другие авторы частично описали эти события в автобиографической книге «Дорогая редакция».

### «Вести» Льва Бруни
В конце 2000 года Носик покинул пост главного редактора, «Вести» в первоначальном виде перестали выходить. Вскоре ФЭПом была создана новая версия издания под тем же названием, но с другим авторским коллективом и дизайном сайта. Главным редактором стал Лев Бруни.
В этом виде издание выходило до лета 2002 года, когда все интернет-проекты ФЭПа были проданы Всероссийской государственной телевизионной и радиовещательной компании (ВГТРК). Архив второй версии некоторое время был доступен по адресам bruni.vesti.ru и 2001.vesti.ru, но сейчас доступен только через Архив Интернета.

## Вести.ру
После получения контроля над доменом ВГТРК ликвидировала редакцию Льва Бруни и направила домен на сайт популярной новостной телепрограммы «Вести» подконтрольного ей телеканала РТР, которая выходит с 1991 года, а её сайт был открыт в 2001 году по адресу vesti-rtr.ru. Впоследствии адрес vesti.ru стал основным адресом и названием сайта.
С 10 февраля 2004 года доменное имя получило официальную регистрацию в качестве электронного периодического издания «„Вести“ интернет-газета» («VESTI.RU»).
В 2007 году сайт стал лауреатом премии Рунета в номинации «Государство и общество». В 2008 году после образования ГТРК «Вести» сайт превратился в портал телеканала «Вести» (позже — «Россия-24») и радио «Вести FM».
В сентябре 2014 года сайт перезапущен с обновлённым адаптивным дизайном, приспособленным под разные разрешения браузеров.
30 октября 2014 года главным редактором сайта назначен Николай Ениколопов, ранее работавший шеф-редактором программы «Вести недели».

## Скандалы
В ночь на 28 января 2014 года в аккаунте «Вести.ру» в социальной сети Facebook в посте «Высказывания великих о Ленине», посвящённое юбилею со дня его рождения, была использована цитата министра пропаганды нацистской Германии Йозефа Геббельса. Помимо Геббельса, в посте также были приведены высказывания других известных политиков и общественных деятелей середины XX века.
Позже высказывание Геббельса было удалено из поста, однако его скриншоты сохранены пользователями социальных сетей. Копия поста в первоначальном виде также сохранилась в кэше Google.
В тот же день в аккаунте было опубликовано следующее сообщение: «Приносим извинения нашим читателям за некорректную публикацию. В связи с этим сообщаем, что сегодня SMM-редакция Дирекции интернет-сайтов ВГТРК уволена в полном составе».

## Санкции
8 июля 2022 года, на фоне вторжения России на Украину, Вести.ру внесён в санкционные списки Канады как платформа дезинформации и пропаганды «за содействие и поддержку неспровоцированного и необоснованного вторжения России в Украину».